# Estação La Paz (Metrô de Caracas)
A Estação La Paz é uma das estações do Metrô de Caracas, situada no município de Libertador, entre a Estação Artigas e a Estação La Yaguara. Administrada pela C. A. Metro de Caracas, faz parte da Linha 2.
Foi inaugurada em 4 de outubro de 1987. Localiza-se na Avenida La Paz. Atende a paróquia de El Paraíso.